# ヘレナ・アンゲリナ・ドゥーカイナ
ヘレナ・アンゲリナ・ドゥーカイナ（Ελένη Αγγελίνα Δουκαίνα:Helena Angelina Doukaina, 1242年 - 1271年3月14日）は、シチリア王マンフレーディの2度目の王妃。エピロス専制侯国の支配者であるミカエル2世アンゲロス・コムネノスと、妻テオドラ・ペトラリファイナの娘。ニケフォロス1世コムネノス・ドゥーカスの妹で、庶兄にはテッサリア領主ヨハネス1世ドゥーカスがいる。父方の先祖は、ビザンティン帝国皇帝アレクシオス1世コムネノスと、皇后エイレーネー・ドゥーカイナである。

## 生涯
マンフレーディと結婚した日付は定かでない。マンフレーディが最初の王妃ベアトリーチェ・ディ・サヴォイアと死別した1257年から、王位についた1258年8月10日までの間の時期に結婚したといわれている。
マンフレーディは1254年から、幼少の甥コッラディーノの摂政だった。ミカエル2世は、1256年にニカエア帝国皇帝テオドロス2世ラスカリスにより、領有していたアルバニアの都市ドゥラスを奪われた。マンフレーディは、ドゥラスを攻略し、周辺地域を含め2年間領有した。ミカエル2世はドゥラスの返還を求め続けたが、当時テッサロニキ包囲の準備をしていたため強硬に出ることができなかった。
ヘレナとマンフレーディの結婚は、差し迫った様々な懸念をもつエピロスとシチリアの平和を保つ目的があった。ヘレナの持参金には、マンフレーディが占領したドゥラスとコルフ島が含まれていた。
ヘレナとマンフレーディには5人の子が生まれた。
- ベアトリーチェ（1258年頃 - 1307年以前） - レーニエ・ゲラルデスカと結婚、2度目にサルッツォ侯マンフレード4世と結婚
- フェデリコ（1259年頃 - 1312年以降）
- エンリコ（1262年 - 1318年）
- エンツォ（1265年頃 - 1301年頃）
- フロルデリス（1266年頃 - 1297年以降）

マンフレーディは、1266年のベネヴェントの戦いで戦死し、敵手、アンジュー家のシャルルがシチリア王シャルル（カルロ）1世として即位した。シャルルは逃走を図ったヘレナと子供たちを捕らえ、幽閉した。ヘレナは幽閉の身のまま5年後に亡くなり、息子四人は生涯獄中で過ごしたと伝えられている。